# سريج بن النعمان
أبو الحسين وقيل أبو الحسن، سريج بن النعمان بن مروان البغدادي الجوهري اللؤلؤي. توفي حوالي عام 217 هـ أحد العلماء ومن رواة الحديث عند أهل السنة والجماعة. سكن بغداد وأصله من خراسان. وثقه أبو داود وقال النسائي: «ليس به بأس.» وقال الذهبي: «كان من أعيان المحدّثين.»

## شيوخه وتلاميذه
- شيوخه ومن روى عنهم: سمع حماد بن سلمة، وفليح بن سليمان، وعمارة بن زاذان، وعبد الرحمن بن أبي الزناد، وإسماعيل بن جعفر، والحكم بن عبد الملك، وسهيل بن أبي حزم، ومحمد بن مسلم الطائفي، وصالحا المري، وأبا عوانة، وعبد الله بن المؤمل المخزومي، وسفيان بن عيينة.
- تلاميذه ومن روى عنه: روى عنه أحمد بن حنبل، والبخاري، وأبو خيثمة زهير بن حرب، وأبو همام الوليد بن شجاع، وعمرو بن محمد الناقد، وأحمد بن منيع، ومحمد بن إسحاق الصاغاني، وعباس الدوري، ويعقوب بن شيبة، والحارث بن أبي أسامة، وجعفر الصائغ، وأحمد بن زكريا بن كثير الجوهري، وأبو زرعة، وأبو حاتم الرازيان.[2][3][4]